# Pseudomma nanum
Pseudomma nanum är en kräftdjursart som beskrevs av Holt och W. M. Tattersall 1906. Pseudomma nanum ingår i släktet Pseudomma och familjen Mysidae. Inga underarter finns listade i Catalogue of Life.